# Kriminologische Gesellschaft
Die Kriminologische Gesellschaft (KrimG) e.V. ist eine wissenschaftliche Vereinigung von Kriminologen aus Deutschland, Österreich und der Schweiz. Sie entstand 2007 durch eine Umbenennung der Neuen Kriminologische Gesellschaft (NKG), die 1988 aus zwei Vorgängerorganisationen gegründet worden war, der Gesellschaft für die gesamte Kriminologie und der Deutschen Kriminologischen Gesellschaft.

## Vorgänger
Von den Vorgängerorganisationen hat die Gesellschaft für die gesamte Kriminologie die längste Vorgeschichte. Sie entstand 1967 aus der Kriminalbiologischen Gesellschaft (1927–1937), die 1951 neugegründet worden war. Ihre Mitglieder sahen sich überwiegend der Erforschung der Persönlichkeit des Täters verpflichtet, die Bezugswissenschaften dieser Art von Kriminologie waren Psychiatrie und Psychologie. Die zweite Vorgängerorganisation, die Deutsche Kriminologische Gesellschaft wurde 1959 gegründet. Ihre Mitglieder erforschten eher die gesellschaftlichen Bedingungen von Kriminalität, die wichtigste Bezugswissenschaft war die Soziologie.
Weil sich die Themenstellungen beider Gesellschaften aufeinander zu entwickelten und es eine Reihe von Doppelmitgliedschaften gab, kam es 1988 zur Gründung einer gemeinsamen Neuen Kriminologische Gesellschaft (Konstituierung als Verein 1990). Diese Vereinigung wurde im September 2007 in Kriminologische Gesellschaft (KrimG) umbenannt.

## Aufgaben
Die KrimG will die erfahrungswissenschaftliche Erforschung der Kriminalität, des Straftäters, des Verbrechensopfers sowie der staatlichen und gesellschaftlichen Reaktionen fördern und diese Erkenntnisse der Öffentlichkeit und den Praktikern, insbesondere in den Bereichen Sozialarbeit, Polizei und Justiz, zugänglich zu machen und damit einen Beitrag zur Kriminalprävention leisten.

## Verein
KrimG-Präsident der Amtsperiode von 2020 bis 2024 ist Jörg Kinzig (Universität Tübingen), Vizepräsident ist Thomas Bliesener (Universität Göttingen und Kriminologisches Forschungsinstitut  Niedersachsen). Der Verein veranstaltet jährlich Tagungen und gibt die Neue Kriminologische Schriftenreihe heraus.

## Beccaria-Medaille
Zur Erinnerung an Cesare Beccaria verleiht die KrimG die Beccaria-Medaille. Vor der Gründung der NKG, jetzt KrimG, wurde die Beccaria-Medaille von der Deutschen Kriminologischen Gesellschaft (DKG) verliehen. Die Beccaria-Medaille in Gold wird für hervorragende Leistungen in Forschung oder Lehre auf dem Gesamtgebiet der Kriminologie oder für besonders erfolgreiche Tätigkeit bei der Verbrechensverhütung, Verbrechensaufklärung oder Resozialisierung von Straffälligen verliehen. Die Beccaria-Medaille in Silber wird für anerkennenswerte wissenschaftliche Arbeiten, die eine weitere Entfaltung des Verfassers auf kriminologischem Gebiet erwarten lassen, verliehen.
Zu den ersten Gold-Preisträgern gehörte 1964 das Ehepaar Glueck, Hans von Hentig und Thorsten Sellin, Silber-Preisträger 1964 waren Edgar Lenz, Pascual Meneu, Roger Noesen, Moussa Prince und Herbert Schäfer, letzte Preisträger (2019) sind Friedrich Lösel und Christa Pelikan.